# La Nuit des assassins
Pour le film d'Adriano Bolzoni parfois titré « La Nuit des assassins », voir Rendez-vous avec le déshonneur.
La Nuit des assassins (Warning Shot) est un film américain réalisé par Buzz Kulik, sorti en 1967.

## Synopsis
Le sergent de police Tom Valens abat un homme qui pointait un pistolet dans sa direction. Mais l'homme abattu est un docteur respecté inconnu des services de police et l'arme n'est pas retrouvée. Le policier se retrouve suspecté de meurtre. Afin de se laver de tout soupçon, Valens va tenter de retrouver l'arme et d'expliquer pourquoi cet homme se trouvait à cet endroit à ce moment précis.

## Fiche technique
- Titre original : Warning Shot
- Titre français : La Nuit des assassins
- Titre français de resortie : L'assassin est-il coupable ?
- Réalisation : Buzz Kulik
- Scénario : Mann Rubin, d'après la nouvelle 711 - Officer Needs Help de Whit Masterson
- Musique : Jerry Goldsmith
- Photographie : Joseph F. Biroc
- Décors : Hal Pereira, Roland Anderson
- Costumes : Edith Head
- Montage : Archie Marshek
- Pays de production : États-Unis
- Genre : Policier
- Durée : 100 minutes
- Dates de sorties :
  - États-Unis : 18 janvier 1967
  - France : 3 août 1967

## Distribution
- David Janssen  (VF : René Arrieu) : Sergent Tom Valens
- Eleanor Parker  (VF : Nicole Vervil) : Doris Ruston
- Ed Begley  (VF : Andre Valmy) : Capitaine Roy Klodin
- Keenan Wynn  (VF : Jean-Henri Chambois) : Sergent Ed Musso
- Sam Wanamaker  (VF : Michel Gudin) : Frank Sanderman
- Lillian Gish (VF : Henriette Marion) : Alice Willows
- Stefanie Powers  (VF : Michele Bardollet) : Liz Thayer
- George Sanders  (VF : Roger Treville) : Calvin York
- Steve Allen  (VF : Roger Carel) : Perry Knowland
- Carroll O'Connor : Paul Jerez
- Joan Collins  (VF : Anne Carrere) : Joanie Valens
- Walter Pidgeon  (VF : Gérard Férat) : Orville Ames
- Vito Scotti  (VF : Albert Augier) : Designer
- Jean Carson (non créditée) : une serveuse
- George Grizzard (VF : Philippe Mareuil)  : Cody

## Appréciation
« Sur un thème ressassé, Buzz Kulik réalise un excellent thriller, vif, solidement charpenté, pourvu de dialogues intelligents et rempli d'atmosphères. Film de série sans doute, mais dont la sobriété classique constitue une bonne leçon de cinéma »

— Jacques Belmans, La Saison cinématographique 1968
À la 45e minute, l'inspecteur va chercher son capitaine et l'emmène à son restaurant. Pendant toute la scène intérieure en voiture ils circulent dans la ville avec à l'arrière-plan filmé en studio des plans qui ont été tournés en France. En effet, on y voit des successions de 4cv, de 4L Renault, de 2cv Citroën et des Simca Aronde.
À la 47e minute, lors de la conférence de presse, dans son bureau, du procureur, on voit, accrochées au mur, des caricatures du célèbre caricaturiste français Honoré Daumier.